# 2015-ös WEC Fuji 6 órás verseny
| Pályarajz | Pályarajz                 | Pályarajz                                   |
| --------- | ------------------------- | ------------------------------------------- |
|           |                           |                                             |
| Győztesek |                           |                                             |
| Kategória | Csapat                    | Versenyzők                                  |
| LMP1      | #17 Porsche Team          | Timo Bernhard Brendon Hartley Mark Webber   |
| LMP2      | #26 G-Drive Racing        | Roman Ruszinov Julien Canal Sam Bird        |
| LMGTE Pro | #51 AF Corse              | Gianmaria Bruni Toni Vilander               |
| LMGTE Am  | #77 Dempsey Racing-Proton | Patrick Dempsey Patrick Long Marco Seefried |

A 2015-ös WEC Fuji 6 órás verseny a Hosszútávú-világbajnokság 2015-ös szezonjának hatodik futama volt, amelyet október 9. és október 11. között tartottak meg a Fuji Speedway versenypályán. A fordulót Timo Bernhard, Brendon Hartley és Mark Webber triója nyerte meg, akik a hibridhajtású Porsche Team csapatának versenyautóját vezették.

## Időmérő
A kategóriák leggyorsabb versenyzői vastaggal vannak kiemelve.
| Poz. | Kategória | Csapat                        | Átlagidő      | Különbség | Rajthely |
| ---- | --------- | ----------------------------- | ------------- | --------- | -------- |
| 1.   | LMP1      | #17 Porsche Team              | 1:22,763      |           | 1        |
| 2.   | LMP1      | #18 Porsche Team              | 1:23,071      | +0,308    | 2        |
| 3.   | LMP1      | #7 Audi Sport Team Joest      | 1:23,082      | +0,319    | 3        |
| 4.   | LMP1      | #8 Audi Sport Team Joest      | 1:23,245      | +0,482    | 4        |
| 5.   | LMP1      | #1 Toyota Racing              | 1:25,072      | +2,309    | 5        |
| 6.   | LMP1      | #2 Toyota Racing              | 1:25.327      | +2,564    | 6        |
| 7.   | LMP1      | #13 Rebellion Racing          | 1:28,492      | +5,729    | 7        |
| 8.   | LMP1      | #12 Rebellion Racing          | 1:28,641      | +5,878    | 8        |
| 9.   | LMP1      | #4 Team ByKolles              | 1:30,740      | +7,977    | 9        |
| 10.  | LMP2      | #26 G-Drive Racing            | 1:31,529      | +8,766    | 10       |
| 11.  | LMP2      | #28 G-Drive Racing            | 1:31,750      | +8,987    | 11       |
| 12.  | LMP2      | #43 Team SARD Morand          | 1:32,163      | +9,400    | 12       |
| 13.  | LMP2      | #47 KCMG                      | 1:32,275      | +9,512    | 13       |
| 14.  | LMP2      | #36 Signatech Alpine          | 1:32,483      | +9,720    | 14       |
| 15.  | LMP2      | #30 Extreme Speed Motorsports | 1:32,558      | +9,795    | 15       |
| 16.  | LMP2      | #42 Strakka Racing            | 1:33,490      | +10,727   | 16       |
| 17.  | LMP2      | #31 Extreme Speed Motorsports | 1:34,892      | +12,129   | 17       |
| 18.  | LMGTE Pro | #71 AF Corse                  | 1:38,295      | +15,532   | 18       |
| 19.  | LMGTE Pro | #51 AF Corse                  | 1:38,403      | +15,640   | 19       |
| 20.  | LMGTE Pro | #99 Aston Martin Racing V8    | 1:38,540      | +15,777   | 20       |
| 21.  | LMGTE Pro | #91 Porsche Team Manthey      | 1:38,751      | +15,988   | 21       |
| 22.  | LMGTE Pro | #92 Porsche Team Manthey      | 1:38,864      | +16,101   | 22       |
| 23.  | LMGTE Pro | #97 Aston Martin Racing       | 1:38,979      | +16,216   | 23       |
| 24.  | LMGTE Pro | #95 Aston Martin Racing       | 1:39,028      | +16,265   | 24       |
| 25.  | LMGTE Am  | #72 SMP Racing                | 1:40,128      | +17,365   | 25       |
| 26.  | LMGTE Am  | #98 Aston Martin Racing       | 1:40,442      | +17,679   | 26       |
| 27.  | LMGTE Am  | #83 AF Corse                  | 1:40,516      | +17,753   | 27       |
| 28.  | LMGTE Am  | #77 Dempsey Racing-Proton     | 1:41,055      | +18,292   | 28       |
| 29.  | LMGTE Am  | #96 Aston Martin Racing       | 1:41,181      | +18,418   | 29       |
| 30.  | LMGTE Am  | #88 Abu Dhabi-Proton Racing   | 1:48,415      | +25,652   | 30       |
| –    | LMGTE Am  | #50 Larbre Compétition        | idő nélkül[a] |           | 31       |

Megjegyzés:
- ↑ a:  Technikai szabálytalanság miatt az #50-es Larbre Competition csapatának köridejét törölték, ezért a versenyt a mezőny végéről kellett megkezdenie.[4]

## Verseny
A résztvevőknek legalább a versenytáv 70%-át (151 kört) teljesíteniük kellett ahhoz, hogy az elért eredményüket értékeljék. A kategóriák leggyorsabb versenyzői vastaggal vannak kiemelve.
| Helyezés | Kategória | #  | Csapat                    | Versenyzők                                            | Kasztni                           | Gumi | Kör | Idő/Hátrány/Kiesés |
| Helyezés | Kategória | #  | Csapat                    | Versenyzők                                            | Motor                             | Gumi | Kör | Idő/Hátrány/Kiesés |
| -------- | --------- | -- | ------------------------- | ----------------------------------------------------- | --------------------------------- | ---- | --- | ------------------ |
| 1.       | LMP1      | 17 | Porsche Team              | Timo Bernhard Brendon Hartley Mark Webber             | Porsche 919 Hybrid                | M    | 216 | 6:00:25,737        |
| 1.       | LMP1      | 17 | Porsche Team              | Timo Bernhard Brendon Hartley Mark Webber             | Porsche 2.0 L Turbo V4            | M    | 216 | 6:00:25,737        |
| 2.       | LMP1      | 18 | Porsche Team              | Marc Lieb Romain Dumas Neel Jani                      | Porsche 919 Hybrid                | M    | 216 | +14,306            |
| 2.       | LMP1      | 18 | Porsche Team              | Marc Lieb Romain Dumas Neel Jani                      | Porsche 2.0 L Turbo V4            | M    | 216 | +14,306            |
| 3.       | LMP1      | 7  | Audi Sport Team Joest     | André Lotterer Marcel Fässler Benoît Tréluyer         | Audi R18 e-tron quattro           | M    | 215 | +1 kör             |
| 3.       | LMP1      | 7  | Audi Sport Team Joest     | André Lotterer Marcel Fässler Benoît Tréluyer         | Audi AG TDI 4.0 L Turbo Diesel V6 | M    | 215 | +1 kör             |
| 4.       | LMP11     | 8  | Audi Sport Team Joest     | Loïc Duval Lucas di Grassi Oliver Jarvis              | Audi R18 e-tron quattro           | M    | 214 | +2 kör             |
| 4.       | LMP11     | 8  | Audi Sport Team Joest     | Loïc Duval Lucas di Grassi Oliver Jarvis              | Audi TDI 4.0 L Turbo Diesel V6    | M    | 214 | +2 kör             |
| 5.       | LMP1      | 1  | Toyota Racing             | Anthony Davidson Sébastien Buemi Nakadzsima Kazuki    | Toyota TS040 Hybrid               | M    | 214 | +2 kör             |
| 5.       | LMP1      | 1  | Toyota Racing             | Anthony Davidson Sébastien Buemi Nakadzsima Kazuki    | Toyota 3.7 L V8                   | M    | 214 | +2 kör             |
| 6.       | LMP1      | 2  | Toyota Racing             | Alexander Wurz Stéphane Sarrazin Mike Conway          | Toyota TS040 Hybrid               | M    | 203 | +13 kör            |
| 6.       | LMP1      | 2  | Toyota Racing             | Alexander Wurz Stéphane Sarrazin Mike Conway          | Toyota 3.7 L V8                   | M    | 203 | +13 kör            |
| 7.       | LMP1      | 12 | Rebellion Racing          | Nicolas Prost Mathias Beche                           | Rebellion R-One                   | M    | 203 | +13 kör            |
| 7.       | LMP1      | 12 | Rebellion Racing          | Nicolas Prost Mathias Beche                           | AER P60 2.4 L Turbo V6            | M    | 203 | +13 kör            |
| 8.       | LMP1      | 4  | Team ByKolles             | Simon Trummer Pierre Kaffer                           | CLM P1/01                         | M    | 199 | +17 kör            |
| 8.       | LMP1      | 4  | Team ByKolles             | Simon Trummer Pierre Kaffer                           | AER P60 2.4 L Turbo V6            | M    | 199 | +17 kör            |
| 9.       | LMP2      | 26 | G-Drive Racing            | Roman Ruszinov Julien Canal Sam Bird                  | Ligier JS P2                      | D    | 198 | +18 kör            |
| 9.       | LMP2      | 26 | G-Drive Racing            | Roman Ruszinov Julien Canal Sam Bird                  | Nissan VK45DE 4.5 L V8            | D    | 198 | +18 kör            |
| 10.      | LMP2      | 36 | Signatech Alpine          | Nelson Panciatici Paul-Loup Chatin Vincent Capillaire | Alpine A450b                      | D    | 198 | +18 kör            |
| 10.      | LMP2      | 36 | Signatech Alpine          | Nelson Panciatici Paul-Loup Chatin Vincent Capillaire | Nissan VK45DE 4.5 L V8            | D    | 198 | +18 kör            |
| 11.      | LMP2      | 28 | G-Drive Racing            | Gustavo Yacamán Ricardo González Pipo Derani          | Ligier JS P2                      | D    | 197 | +19 kör            |
| 11.      | LMP2      | 28 | G-Drive Racing            | Gustavo Yacamán Ricardo González Pipo Derani          | Nissan VK45DE 4.5 L V8            | D    | 197 | +19 kör            |
| 12.      | LMP2      | 30 | Extreme Speed Motorsports | Scott Sharp Ryan Dalziel David Heinemeier Hansson     | Ligier JS P2                      | D    | 194 | +22 kör            |
| 12.      | LMP2      | 30 | Extreme Speed Motorsports | Scott Sharp Ryan Dalziel David Heinemeier Hansson     | Honda HR28TT 2.8 L Turbo V6       | D    | 194 | +22 kör            |
| 13.      | LMGTE Pro | 51 | AF Corse                  | Gianmaria Bruni Toni Vilander                         | Ferrari 458 Italia GT2            | M    | 193 | +23 kör            |
| 13.      | LMGTE Pro | 51 | AF Corse                  | Gianmaria Bruni Toni Vilander                         | Ferrari 4.5 L V8                  | M    | 193 | +23 kör            |
| 14.      | LMP2      | 43 | Team SARD Morand          | Oliver Webb Pierre Ragues Chris Cumming               | Morgan LMP2 Evo                   | D    | 193 | +23 kör            |
| 14.      | LMP2      | 43 | Team SARD Morand          | Oliver Webb Pierre Ragues Chris Cumming               | SARD 3.6 L V8                     | D    | 193 | +23 kör            |
| 15.      | LMGTE Pro | 92 | Porsche Team Manthey      | Patrick Pilet Frédéric Makowiecki                     | Porsche 911 RSR                   | M    | 192 | +24 kör            |
| 15.      | LMGTE Pro | 92 | Porsche Team Manthey      | Patrick Pilet Frédéric Makowiecki                     | Porsche 4.0 L Flat-6              | M    | 192 | +24 kör            |
| 16.      | LMGTE Pro | 71 | AF Corse                  | Davide Rigon James Calado                             | Ferrari 458 Italia GT2            | M    | 192 | +24 kör            |
| 16.      | LMGTE Pro | 71 | AF Corse                  | Davide Rigon James Calado                             | Ferrari 4.5 L V8                  | M    | 192 | +24 kör            |
| 17.      | LMGTE Pro | 91 | Porsche Team Manthey      | Richard Lietz Michael Christensen                     | Porsche 911 RSR                   | M    | 192 | +24 kör            |
| 17.      | LMGTE Pro | 91 | Porsche Team Manthey      | Richard Lietz Michael Christensen                     | Porsche 4.0 L Flat-6              | M    | 192 | +24 kör            |
| 18.      | LMP2      | 42 | Strakka Racing            | Nick Leventis Jonny Kane Danny Watts                  | Gibson 015S                       | D    | 192 | +24 kör            |
| 18.      | LMP2      | 42 | Strakka Racing            | Nick Leventis Jonny Kane Danny Watts                  | Nissan VK45DE 4.5 L V8            | D    | 192 | +24 kör            |
| 19.      | LMGTE Pro | 95 | Aston Martin Racing       | Christoffer Nygaard Marco Sørensen                    | Aston Martin V8 Vantage GTE       | M    | 191 | +25 kör            |
| 19.      | LMGTE Pro | 95 | Aston Martin Racing       | Christoffer Nygaard Marco Sørensen                    | Aston Martin 4.5 L V8             | M    | 191 | +25 kör            |
| 20.      | LMGTE Pro | 97 | Aston Martin Racing       | Darren Turner Jonathan Adam                           | Aston Martin V8 Vantage GTE       | M    | 190 | +26 kör            |
| 20.      | LMGTE Pro | 97 | Aston Martin Racing       | Darren Turner Jonathan Adam                           | Aston Martin 4.5 L V8             | M    | 190 | +26 kör            |
| 21.      | LMGTE Pro | 99 | Aston Martin Racing V8    | Fernando Rees Alex MacDowall Stefan Mücke             | Aston Martin V8 Vantage GTE       | M    | 190 | +26 kör            |
| 21.      | LMGTE Pro | 99 | Aston Martin Racing V8    | Fernando Rees Alex MacDowall Stefan Mücke             | Aston Martin 4.5 L V8             | M    | 190 | +26 kör            |
| 22.      | LMGTE Am  | 77 | Dempsey Racing-Proton     | Patrick Dempsey Patrick Long Marco Seefried           | Porsche 911 RSR                   | M    | 187 | +29 kör            |
| 22.      | LMGTE Am  | 77 | Dempsey Racing-Proton     | Patrick Dempsey Patrick Long Marco Seefried           | Porsche 4.0 L Flat-6              | M    | 187 | +29 kör            |
| 23.      | LMGTE Am  | 98 | Aston Martin Racing       | Paul Dalla Lana Pedro Lamy Mathias Lauda              | Aston Martin V8 Vantage GTE       | M    | 187 | +29 kör            |
| 23.      | LMGTE Am  | 98 | Aston Martin Racing       | Paul Dalla Lana Pedro Lamy Mathias Lauda              | Aston Martin 4.5 L V8             | M    | 187 | +29 kör            |
| 24.      | LMGTE Am  | 83 | AF Corse                  | François Perrodo Emmanuel Collard Rui Águas           | Ferrari 458 Italia GT2            | M    | 186 | +30 kör            |
| 24.      | LMGTE Am  | 83 | AF Corse                  | François Perrodo Emmanuel Collard Rui Águas           | Ferrari 4.5 L V8                  | M    | 186 | +30 kör            |
| 25.      | LMP2      | 31 | Extreme Speed Motorsports | Ed Brown Johannes van Overbeek Jon Fogarty            | Ligier JS P2                      | D    | 186 | +30 kör            |
| 25.      | LMP2      | 31 | Extreme Speed Motorsports | Ed Brown Johannes van Overbeek Jon Fogarty            | Honda HR28TT 2.8 L Turbo V6       | D    | 186 | +30 kör            |
| 26.      | LMGTE Am  | 50 | Larbre Compétition        | Gianluca Roda Paolo Ruberti Nicolai Sylvest           | Chevrolet Corvette C7.R           | M    | 185 | +31 kör            |
| 26.      | LMGTE Am  | 50 | Larbre Compétition        | Gianluca Roda Paolo Ruberti Nicolai Sylvest           | Chevrolet 5.5 L V8                | M    | 185 | +31 kör            |
| 27.      | LMGTE Am  | 88 | Abu Dhabi-Proton Racing   | Christian Ried Earl Bamber Halid Alqubisi             | Porsche 911 RSR                   | M    | 185 | +31 kör            |
| 27.      | LMGTE Am  | 88 | Abu Dhabi-Proton Racing   | Christian Ried Earl Bamber Halid Alqubisi             | Porsche 4.0 L Flat-6              | M    | 185 | +31 kör            |
| 28.      | LMGTE Am  | 72 | SMP Racing                | Viktor Saitar Alekszej Baszov Andrea Bertolini        | Ferrari 458 Italia GT2            | M    | 185 | +31 kör            |
| 28.      | LMGTE Am  | 72 | SMP Racing                | Viktor Saitar Alekszej Baszov Andrea Bertolini        | Ferrari 4.5 L V8                  | M    | 185 | +31 kör            |
| 29.      | LMGTE Am  | 96 | Aston Martin Racing       | Liam Griffin Stuart Hall Francesco Castellacci        | Aston Martin V8 Vantage GTE       | M    | 184 | +32 kör            |
| 29.      | LMGTE Am  | 96 | Aston Martin Racing       | Liam Griffin Stuart Hall Francesco Castellacci        | Aston Martin 4.5 L V8             | M    | 184 | +32 kör            |
| 30.      | LMP1      | 13 | Rebellion Racing          | Dominik Kraihamer Alexandre Imperatori Daniel Abt     | Rebellion R-One                   | M    | 164 | +52 kör            |
| 30.      | LMP1      | 13 | Rebellion Racing          | Dominik Kraihamer Alexandre Imperatori Daniel Abt     | AER P60 2.4 L Turbo V6            | M    | 164 | +52 kör            |
| Ki       | LMP2      | 47 | KCMG                      | Matthew Howson Richard Bradley Nick Tandy             | Oreca 05                          | D    | 192 |                    |
| Ki       | LMP2      | 47 | KCMG                      | Matthew Howson Richard Bradley Nick Tandy             | Nissan VK45DE 4.5 L V8            | D    | 192 |                    |

## A világbajnokság állása a versenyt követően
LMP1 (Teljes táblázat)
| H  | Versenyzők                                    | Pont | H  | Konstruktőrök | Pont |
| -- | --------------------------------------------- | ---- | -- | ------------- | ---- |
| 1. | Timo Bernhard Brendon Hartley Mark Webber     | 129  | 1. | Porsche       | 264  |
| 2. | André Lotterer Marcel Fässler Benoît Tréluyer | 128  | 2. | Audi          | 211  |
| 3. | Marc Lieb Romain Dumas Neel Jani              | 95,5 | 3. | Toyota        | 119  |
| 4. | Loïc Duval Lucas di Grassi Oliver Jarvis      | 79   |    |               |      |
| 5. | Nick Tandy                                    | 66   |    |               |      |

GT (Teljes táblázat)
| H  | Versenyzők                    | Pont | H  | Konstruktőrök | Pont |
| -- | ----------------------------- | ---- | -- | ------------- | ---- |
| 1. | Richard Lietz                 | 110  | 1. | Ferrari       | 228  |
| 2. | Davide Rigon James Calado     | 103  | 2. | Porsche       | 215  |
| 3. | Gianmaria Bruni Toni Vilander | 93,5 | 3. | Aston Martin  | 147  |
| 4. | Michael Christensen           | 92   |    |               |      |
| 5. | Frédéric Makowiecki           | 78   |    |               |      |

LMP2 (Teljes táblázat)
| H  | Versenyzők                                        | Pont | H  | Konstruktőrök                 | Pont |
| -- | ------------------------------------------------- | ---- | -- | ----------------------------- | ---- |
| 1. | Roman Ruszinov Julien Canal Sam Bird              | 134  | 1. | #26 G-Drive Racing            | 134  |
| 2. | Matthew Howson Richard Bradley                    | 122  | 2. | KCMG                          | 122  |
| 3. | Gustavo Yacamán Ricardo González Pipo Derani      | 119  | 3. | #28 G-Drive Racing            | 119  |
| 4. | Nicolas Lapierre                                  | 84   | 4. | #30 Extreme Speed Motorsports | 56   |
| 5. | Scott Sharp Ryan Dalziel David Heinemeier Hansson | 56   | 5. | Team SARD Morand              | 50   |

LMGTE Am (Teljes táblázat)
| H  | Versenyzők                                     | Pont | H  | Konstruktőrök           | Pont |
| -- | ---------------------------------------------- | ---- | -- | ----------------------- | ---- |
| 1. | Viktor Saitar Alekszej Baszov Andrea Bertolini | 140  | 1. | SMP Racing              | 140  |
| 2. | François Perrodo Emmanuel Collard Rui Águas    | 111  | 2. | AF Corse                | 111  |
| 3. | Patrick Dempsey Patrick Long Marco Seefried    | 104  | 3. | Dempsey Racing-Proton   | 104  |
| 4. | Paul Dalla Lana Pedro Lamy Mathias Lauda       | 99   | 4. | Aston Martin Racing     | 99   |
| 5. | Christian Ried Halid Alqubisi                  | 58   | 5. | Abu Dhabi-Proton Racing | 58   |